# Adserwer
Adserwer (ang. adserver) – system informatyczny umożliwiający emisję i zarządzanie internetowymi kampaniami reklamowymi, a także raportowanie i analizę wyników kampanii. Nazwa utworzona z połączenia dwóch słów: ad (advertisement, „reklama”) i serwer.
Adserwer z powodu nazwy często utożsamiany jest wyłącznie z komputerem emitującym reklamy. Stosowane jest na rozwiniętych rynkach internetowych.
Adserver to komputer, który przechowuje reklamy i dostarcza je użytkownikom stron. Zadaniem adservera jest wyświetlanie na stronach internetowych nowych reklam przy każdym odświeżeniu strony. Mogą to być reklamy statyczne lub animacje. Adserver posiada także inne funkcje, takie jak zliczanie liczby emisji/kliknięć reklam, generowanie raportów na podstawie zebranych statystyk. Jest to wykorzystywane przy obliczaniu ROI (stopy zwrotu z inwestycji) przez sieci reklamowe.

## Serwowanie reklam
Ad serving to technologia zamieszczania reklam na stronach internetowych. Firmy ad serwerowe udostępniają oprogramowanie stronom internetowym i reklamodawcom, które pozwala na serwowanie reklam, liczenie ich, wybieranie reklam najbardziej dopasowanych do kontekstu strony oraz monitorowanie kampanii reklamowych.

## Funkcje adserwera
Najważniejsze funkcje adsevera to:
- Uploadowanie reklam i rich media
- Trafikowanie (wyświetlanie/emitowanie) reklam zgodnie z zasadami biznesu
- Targetowanie reklam do różnych internautów
- Targetowanie reklam w zależności od kontekstu strony
- Raportowanie, zbieranie statystyk

Zaawansowane funkcje to:
- Frequency capping – aby internauci widzieli reklamę ograniczoną z góry liczbę razy
- Sekwencja emitowania reklam – aby internauci widzieli reklamy w określonej kolejności
- Targetowanie behawioralne – targetowanie reklam na podstawie wcześniejszych zachowań internautów

## Targetowanie i optymalizacja
Targetowanie reklam
- Targetowanie behawioralne – wykorzystanie profilu zachowań użytkowników w internecie, w celu określenia jakie reklamy emitować podczas danej wizyty na witrynie.
- Uploadowanie reklam i rich media
- Targetowanie kontekstowe – wykorzystanie informacji zawartych na stronie w celu wyświetlenia reklamy. Np. emisja reklamy samochodów na stronie poświęconej tematyce motoryzacji.